# Break of Dawn (canción de Michael Jackson)
«Break of Dawn» (en inglés: Romper el Amanecer) es una canción interpretada por el cantante estadounidense Michael Jackson, lanzada como la quinta pista de su décimo y último álbum de estudio, Invincible, el 30 de octubre de 2001. La canción fue escrita por Michael Jackson y el productor Dr. Freeze (Elliot Straite). Musicalmente, se caracteriza por ser una balada R&B de tempo suave que combina elementos de soul, con letras que evocan una atmósfera romántica. Aunque no fue lanzada como sencillo, es considerada una de las canciones más apreciadas de Invincible por su estilo melódico y su producción refinada.

## Composición y producción
Break of Dawn fue una de las pocas colaboraciones entre Jackson y Dr. Freeze en el álbum Invincible. El proceso de creación comenzó a fines de la década de 1990 (probablemente en 1997, al finalizar el HIStory World Tour y terminar las grabaciones de Blood On The Dance Floor), con Freeze aportando la estructura musical inicial y Jackson afinando las letras y melodías. La canción está influenciada por el quiet storm y el soul contemporáneo, con un enfoque en la suavidad vocal y la producción atmosférica.
La grabación de la canción se llevó a cabo en los estudios de Hit Factory en Nueva York y Los Ángeles. Jackson y Freeze trabajaron juntos en la producción, utilizando múltiples capas vocales para crear un sonido envolvente. La mezcla estuvo a cargo de Bruce Swedien, quien ya había colaborado con Jackson en varios álbumes anteriores, siendo conocido por su habilidad para capturar la calidad vocal de Jackson en grabaciones de alta fidelidad.

## Estructura musical y estilo
Break of Dawn está compuesta en la tonalidad de mi bemol mayor y presenta un tempo moderado de 74 pulsaciones por minuto, una de las más lentas de Jackson. Presenta predominantemente el rhythm and blues, el soul, de pop y balada; con elementos menores de smooth jazz, quiet storm, adult contemporary, soft rock, neo soul, funk, jazz fusion, ambient, downtempo, urban, gospel y pop-soul. La canción se destaca por su arreglo suave y relajado, con un acompañamiento instrumental que incluye guitarras, teclados y sintetizadores. El uso de sonidos orquestales y efectos de reverberación ayudan a generar una atmósfera etérea que complementa la temática romántica de la canción. El rango vocal de Jackson abarca desde si bemol 3 hasta mi bemol 5, destacando su capacidad para alternar entre registros bajos y medios con suavidad.
La estructura de la canción sigue un formato tradicional de verso-estribillo, con una pausa instrumental hacia la mitad que permite que la producción resalte los matices de la interpretación vocal de Jackson. La progresión de acordes, aunque sencilla, complementa el ambiente romántico de la letra, que detalla el deseo de pasar una noche inolvidable con una pareja amada.

## Temática y letras
La letra de Break of Dawn explora la intimidad y el romance. Jackson describe una noche de conexión emocional y física con una pareja, en la que el tiempo parece detenerse hasta que el amanecer los alcance. A lo largo de la canción, se utilizan metáforas sobre la naturaleza y el paso del tiempo para evocar una sensación de eternidad en el momento compartido. Líneas como "Hold my hand, feel the touch of your body cling to mine" y "Let the night fall and then, let the morning shine" refuerzan la temática de unión emocional y física.
Aunque Jackson ya había abordado temas de amor y relaciones en su música anterior, Break of Dawn se diferencia por su tono más maduro y su enfoque en una intimidad serena, en lugar del drama o la angustia que caracteriza otras canciones románticas de su discografía.

## Versión original
Antes de la versión final de Break of Dawn, la canción existía en forma de demo bajo el título Twilight. Esta versión preliminar fue grabada durante las primeras sesiones de producción con Dr. Freeze entre 1997 y 1998. Twilight tenía un enfoque musical ligeramente más crudo, con un tempo más rápido y menos capas instrumentales. A diferencia de la versión final, la demo incluía una sección de puente extendido con una improvisación vocal de Jackson que fue posteriormente eliminada para la grabación de Break of Dawn.
El cambio de título y el ajuste en el ritmo y la instrumentación fueron decididos durante el proceso de refinamiento de la canción, en el cual Jackson quería darle un sonido más suave y sofisticado. Twilight permanece inédita oficialmente, aunque versiones filtradas han circulado entre coleccionistas de música de Jackson.

## Recepción crítica
Break of Dawn recibió críticas mixtas por parte de los críticos de música. Mientras algunos elogiaron la interpretación vocal de Jackson y la producción refinada, otros señalaron que la canción no se destacaba dentro del repertorio de Invincible. David Browne de Entertainment Weekly comentó que la canción "ofrecía un respiro relajado en un álbum lleno de producción densa", destacando su atmósfera suave como uno de los puntos fuertes.
Sin embargo, otros críticos, como Robert Christgau, consideraron que la canción, aunque bien producida, carecía del impacto emocional de otras baladas de Jackson como Human Nature o The Lady in My Life.

## Personal[13]
- Michael Jackson – voz principal, coros, compositor, productor
- Dr. Freeze – compositor, productor
- Bruce Swedien – ingeniero de mezcla
- Stuart Brawley – ingeniero de sonido
- Brad Sundberg – ingeniero de sonido
- Michael Prince – ingeniero de sonido
- Paulinho Da Costa – percusión
- Nathan East – bajo
- Paul Jackson Jr. – guitarra
- Steve Lukather – guitarra
- Greg Phillinganes – teclados
- David Paich – teclados
- Brian Vibberts – ingeniero asistente
- Matt Forger – ingeniero asistente

## Influencias y legado
Aunque Break of Dawn no fue lanzada como sencillo, ha ganado una apreciación significativa entre los admiradores de Jackson por su estilo suave y su producción detallada. La canción ha sido descrita como una de las últimas grandes baladas románticas en la carrera de Jackson, comparada en ocasiones con clásicos como la ya mencionada The Lady in My Life de su álbum Thriller.